# Кептенське масове вимирання
Кептенське масове вимирання — масове вимирання, яке передувало вимиранню в кінці пермського періоду. Вимирання настало в період зменшення видового різноманіття та збільшення темпів вимирання ближче до кінця середньої пермі, також відомої як Гваделупська епоха. Його часто називають вимирання кінця Гваделупської епохи через його початкове визначення між Гваделупським і Лопінгійським відділами; однак точніші стратиграфічні дослідження показують, що пік вимирання в багатьох таксономічних групах знаходився в межах Гваделупського відділу та припадав на другу половину кептенського періоду. Вважається, що вимирання почалася приблизно 262 мільйони років тому з пізньої Гваделупської кризи, хоча його найінтенсивніший пульс стався 259 мільйонів років тому під час так званої межі Гвадалупського та Лопінгійського періодів.
Це масове вимирання, яке історично розглядалося як частина вимирання в кінці пермського періоду і відносно недавно розглядалося як окреме, вважається третім за величиною у фанерозої за відсотком втрачених видів після масових вимирань у кінці пермі та пізнього ордовику відповідно, а також п'ятим найгіршим з точки зору екологічного впливу. Деякі палеонтологи поставили під сумнів глобальний характер капітанського масового вимирання в результаті деяких аналізів, які встановили, що воно торкнулося лише низькоширотних таксонів у Північній півкулі.

## Магнітуда
Після Олсонового вимирання глобальне різноманіття зросло під час Кептенського періоду. Ймовірно, це було результатом поширення таксонів катастрофи, які замінили вимерлі гільдії. Кептенське масове вимирання значно зменшило диспропорції (діапазон різних гільдій); було втрачено вісім гільдій. Це вплинуло на різноманітність окремих спільнот сильніше, ніж пермсько-тріасове вимирання. Незважаючи на те, що фауна почала відновлюватися відразу після кептенського вимирання, відновлюючи складні трофічні структури та поповнюючи гільдії, різноманітність і диспропорції ще більше зменшилися аж до межі Пермського та Тріассового періодів.

### Морські екосистеми
Вплив кептенського вимирання на морські екосистеми досі активно обговорюється палеонтологами. Ранні оцінки вказували на втрату родів морських безхребетних від 35 до 47 %, тоді як оцінка, опублікована в 2016 році, передбачала втрату 33–35 % морських родів з поправкою на фонове вимирання, ефект Синьора-Ліппса та кластеризацію вимирань у певних таксонах. Втрати морських безхребетних під час кептенського масового вимирання були співставні за величиною з крейдово-палеогеновим вимиранням. Деякі дослідження вважали це вимирання третім або четвертим найбільшим масовим вимиранням з точки зору частки втрачених родів морських безхребетних; інше дослідження показало, що кептенське вимирання було лише дев'ятим найгіршим з точки зору таксономічної серйозності (кількість втрачених родів), але виявило, що воно було п'ятим найгіршим щодо його екологічного впливу (тобто ступеня таксономічної реструктуризації в екосистемах або втрати екологічних ніш або навіть цілих екосистем).

### Наземні екосистеми
Існує кілька опублікованих оцінок впливу кептенського масового вимирання на наземні екосистеми. Серед хребетних Дей та його колеги припустили втрату родового багатства на 74–80 % у чотириногих басейну Кару в Південній Африці, включаючи вимирання диноцефалів. У наземних рослин Стівенс і його колеги виявили вимирання 56 % видів рослин, зареєстрованих у середині Верхньої формації Шихоцзе в Північному Китаї, вік якої був приблизно середини Капітанії. У Південному Китаї вимерло 24 % видів рослин.

## Таймінг
Хоча відомо, що кептенське масове вимирання відбулося після вимирання Олсона та перед пермсько-тріасовим вимиранням, точний вік капітанського масового вимирання залишається суперечливим. Частково це пов'язано з певною мірою непрямим віком межі кептенсько-вучапінзського періодів який наразі оцінюється приблизно в 259,1 мільйона років, але може бути змінений Підкомісією з пермської стратиграфії Міжнародної комісії зі стратиграфії. Крім того, існує суперечка щодо серйозності вимирання та того, чи відбулося вимирання в Китаї одночасно з вимиранням на Шпіцбергені. Згідно з одним дослідженням, кептенське масове вимирання було не окремою подією, а постійним зменшенням різноманітності, яке почалося наприкінці вордійського періоду. Інше дослідження, яке вивчало фації скам'янілостей на Шпіцбергені, не виявило доказів раптового масового вимирання, натомість пояснюючи місцеві біотичні зміни протягом Кептенського періоду міграцією багатьох таксонів на південь через море Цехштейн. Карбонатні платформні відкладення в Угорщині та Ідрі (острів) не демонструють жодних ознак вимирання в кінці кептенського періоду; вимирання там зареєстровано в середині кептенського періоду.
Вулканіти Емейшанських трапів, які перешаровуються з тропічними карбонатними платформами формації Маокоу, є унікальними за збереженням масового вимирання та причин цього масового вимирання. Великі фреатомагматичні виверження відбулися, коли вперше почали вивергатися Емейшанські трапи, що призвело до вимирання фузулінових форамініфер і вапнистих водоростей.
Через відсутність радіометричного датування самих горизонти вимирання в морських секціях, останні дослідження утримуються від встановлення їх віку, але на основі екстраполяції з пермської шкали часу було оцінено вік приблизно 260—262 млн років; це загалом відповідає радіометричному віку наземних горизонтів, припускаючи, що дві події є одночасними. Втрати рослин відбулися або одночасно з вимиранням у моря, або після нього.

### Моря та океани
Спочатку вимирання фузулінових форамініфер у південно-західному Китаї було датоване кінцем гваделупського періоду, але дослідження, опубліковані в 2009 та 2010 роках, датували вимирання цих фузулінових серединою кептенського періоду. Втрати брахіопод і коралів відбулися в середині кептенського етапу. Вимирання, якого зазнали амоноїди, могло відбутися на початку вучапінзського періоду.

### Суходіл
Про існування змін у фауні тетрапод в середині пермі давно відомо з Південної Африці та Росії. У Росії він відповідав межі між тим, що стало відомо як суперзона титанофонеуса та суперзона скутозавра, а пізніше диноцефальна суперасамбляжа та теріодонтова суперассемблажа відповідно. У Південній Африці це відповідало межі між зоною скупчення парейазарів, диноцефалів або тапіноцефалів та перекриваючимися їх скупченнями. І в Росії, і в Південній Африці цей перехід був пов'язаний із вимиранням раніше домінуючої групи терапсидових амніот, диноцефалів, що призвело до того, що її пізніше назвали вимиранням диноцефалів. Після вимирання рівень виникнення залишався низьким у зоні накопичення Прістерогната протягом принаймні 1 мільйона років, що свідчить про те, що відновлення екосистем басейну Кару відбулося із затримкою.
Після визнання окремого морського масового вимирання наприкінці гваделупського періоду диноцефальне вимирання вбачається як його наземний корелят. Хоча згодом було висловлено припущення, що через те, що фауна російського Іщеєва, яка вважалася наймолодшою диноцефальною фауною в цьому регіоні, була обмежена нижче інверсії магнітного поля Іллаварра і, отже, мала відбутися на Вордійському етапі, задовго до кінця гваделупського періоду, це обмеження застосовується лише до локальних типів. Виявлення молодшої фауни диноцефалів у Росії (комплекс тетрапод Сундир) і визначення біостратиграфічно добре обмеженого радіометричного віку за допомогою уран-свинцевого датування туфу із зони комплексу тапіноцефалів басейну Кару показали, що вимирання диноцефалів дійсно відбулося в кінці кептенського періоду, приблизно 260 мільйонів років тому.

## Вплив на життя

### Моря та океани
В океанах капітанське вимирання призвело до високих темпів вимирання амоноїдів, коралів і вапнякових водоростей, що створюють рифи, форамініфер, мшанок і брахіопод. Вимирання було особливо вибірковим щодо мілководних таксонів, які покладалися на фотосинтез або фотосимбіотичні відносини; багато видів із погано буферизованою фізіологією дихання також вимерли. Вимирання призвело до краху рифової карбонатної системи в мілководних морях навколо Південного Китаю.
Амоноїди, які перебували в стані довгострокового зниження протягом 30 мільйонів років з роудського періоду, зазнали вибіркового імпульсного вимирання в кінці кептенського періоду. 75,6 % сімейств коралів, 77,8 % родів коралів і 82,2 % видів коралів, які жили в пермському Китаї, були втрачені під час масового вимирання в Кептенії. Verbeekinidae, родина великих фузулінових форамініфер, вимерла.
87 % видів брахіопод, знайдених у формації Капп Старостін на Шпіцбергені, зникли протягом десятків тисяч років; хоча після вимирання з'явилися нові види брахіопод і двостулкових молюсків, домінуюче становище брахіопод зайняли двостулкові молюски. Приблизно 70 % інших видів, знайдених у формації Капп Старостін, також зникли. Скам'янілості Східної Ґренландії подібні до Шпіцбергена; втрати фауни в басейні Свердруп у Канаді можна порівняти з вимиранням на Шпіцбергені та Східній Ґренландії, але відновлення після вимирання, яке відбулося на Шпіцбергені та Східній Ґренландії, не відбулося в басейні Свердруп. У той час як ринхонелліформні брахіоподи становили 99,1 % особин, знайдених у тропічних карбонатах на заході США, Південному Китаї та Греції до вимирання, молюски становили 61,2 % особин, знайдених у подібних середовищах після вимирання. 87 % видів брахіопод і 82 % видів фузулінових форамініфер у Південному Китаї були втрачені. Незважаючи на те, що капітанське вимирання було важким для брахіопод, його вплив на їх різноманітність був далеко не таким сильним, як вимирання в кінці пермського періоду.
Дослідження біомаркерів вказують на те, що серед морських мікробних спільнот домінують червоні водорості та фотоавтотрофні бактерії. Значні зміни в мікробних екосистемах відбулися під час кептенського масового вимирання, хоча вони були меншими за величиною, ніж зміни, пов'язані з вимиранням у кінці пермського періоду.
Більшість постраждалих від вимирання були або ендемічними видами епіконтинентальних морів навколо Пангеї, які загинули, коли моря закрилися, або були домінуючими видами океану Палеотетіс. Дані морських відкладень у Японії та Примор'ї свідчать про те, що морське життя середніх широт постраждало від вимирання раніше, ніж морські організми тропіків.
Чи вплинула широта на ймовірність вимирання таксонів і якою мірою, залишається суперечкою серед палеонтологів. У той час як деякі дослідження роблять висновок, що вимирання було регіональним і обмежувалося тропічними районами, інші припускають, що існували незначні широтні варіації моделей вимирання. Дослідження, яке вивчало вимирання форамініфер, зокрема, виявило, що Центральний і Західний Палеотетіс зазнали таксономічних втрат меншої величини, ніж Північний і Східний Палеотетіс, які мали найвищий масштаб вимирання. Те саме дослідження показало, що загальна величина вимирання Панталаси була подібною до центральної та західної Палеотетії, але вона мала високу величину вимирання ендемічних таксонів.
Це масове вимирання ознаменувало початок переходу між палеозойською та сучасною еволюційними фаунами. Вважається, що перехід брахіоподи-молюски, який характеризує значний зсув фауни від палеозойської до сучасної еволюційної, розпочинається саме з масового вимирання в Кептені, хоча інші дослідження дійшли висновку, що це може бути ілюзія, створена тафономічним зміщенням у сіліфікованих угрупованнях скам'янілостей, причому перехід почався лише після більш катаклізматичного вимирання в кінці пермського періоду. Після капітанського масового вимирання таксони катастрофи, такі як Earlandia та Diplosphaerina, стали численними на території сучасного Південного Китаю. Початкове відновлення рифів складалося з неметазоальних рифів: водоростевих біогермів і водоростево-губчастих рифових накопичень. Цей початковий інтервал відновлення супроводжувався періодом рифів з домінуванням тубіфітів, за яким, у свою чергу, слідувало повернення рифів з багатоклітинними тваринами, з домінуванням губок. Загалом відновлення рифу зайняло приблизно 2,5 мільйона років.

### Суходіл
Серед наземних хребетних головними жертвами вимирання стали диноцефальні терапсиди, які були одним із найпоширеніших елементів фауни гваделупських тетрапод; лише один диноцефальний рід пережив Кептенське вимирання. Різноманітність аномодонтів, які жили під час пізнього гваделупського періоду, скоротилося вдвічі внаслідок масового вимирання в Кептені. Виживші наземні тварини важили від 20 кг до 50 кг і зазвичай жили у норах.